# Płaszczanica

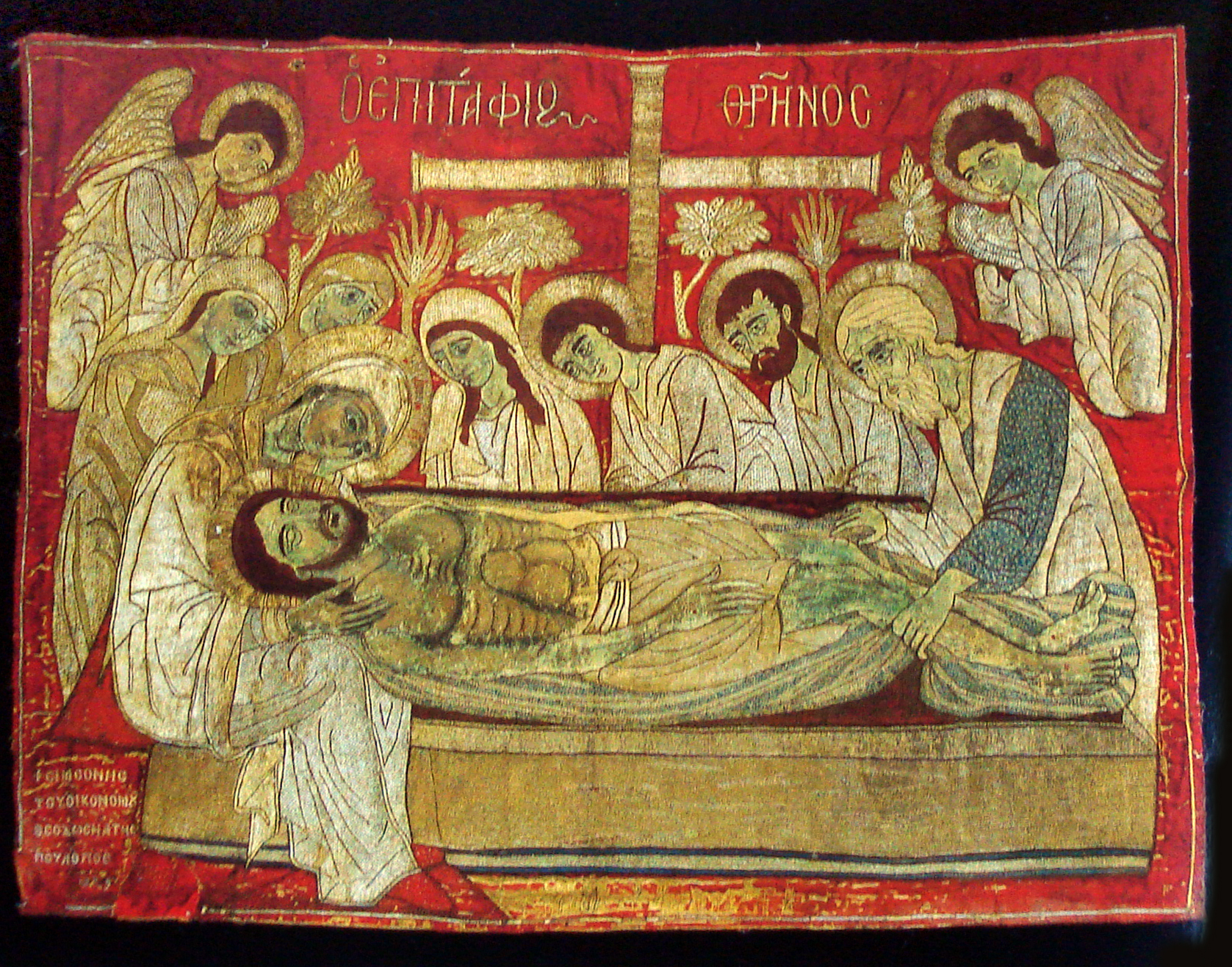
Haft autorstwa Theodosii Poulopos (1599). Zbiory Benaki Museum

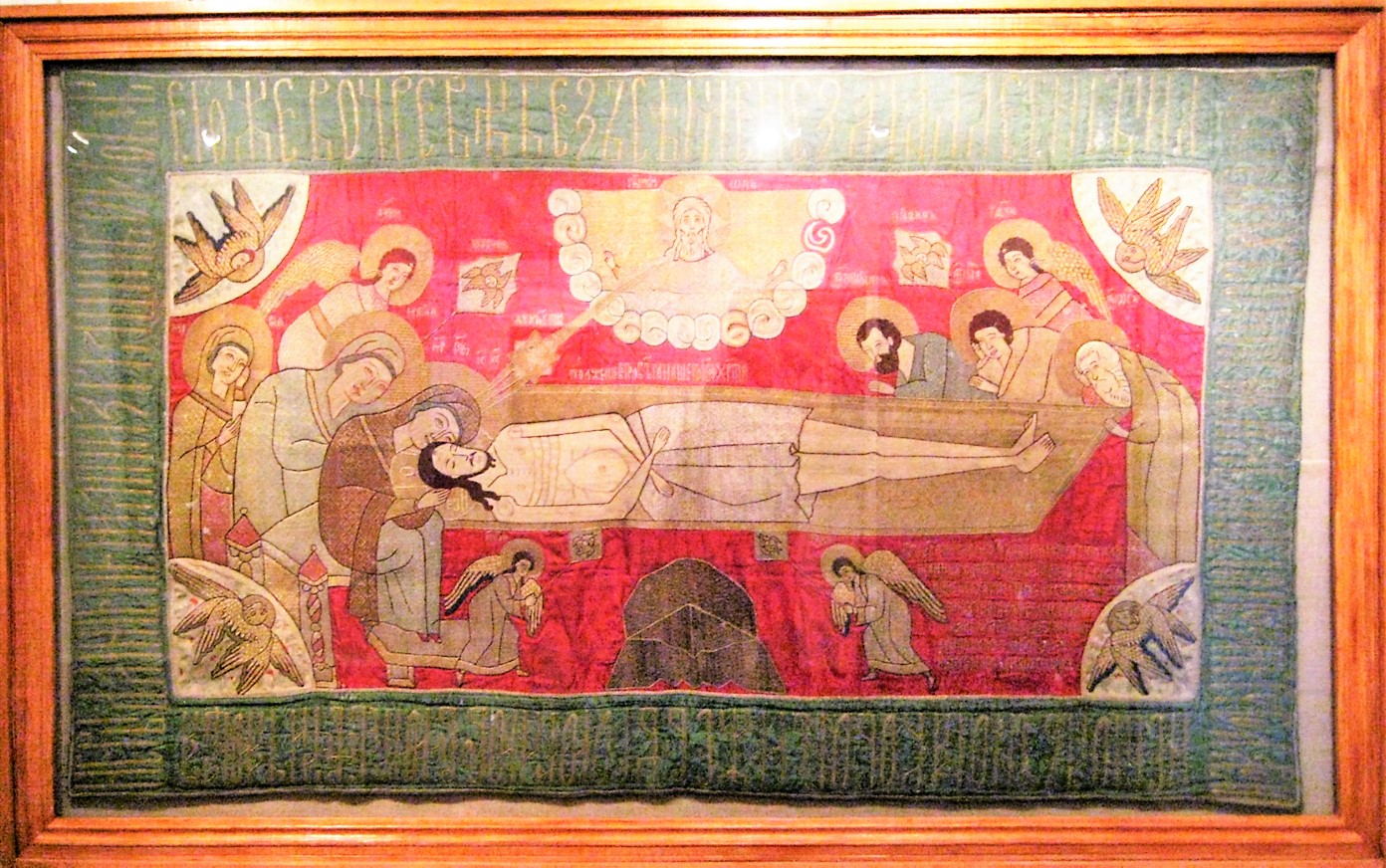
Płaszczanica z XVII wieku

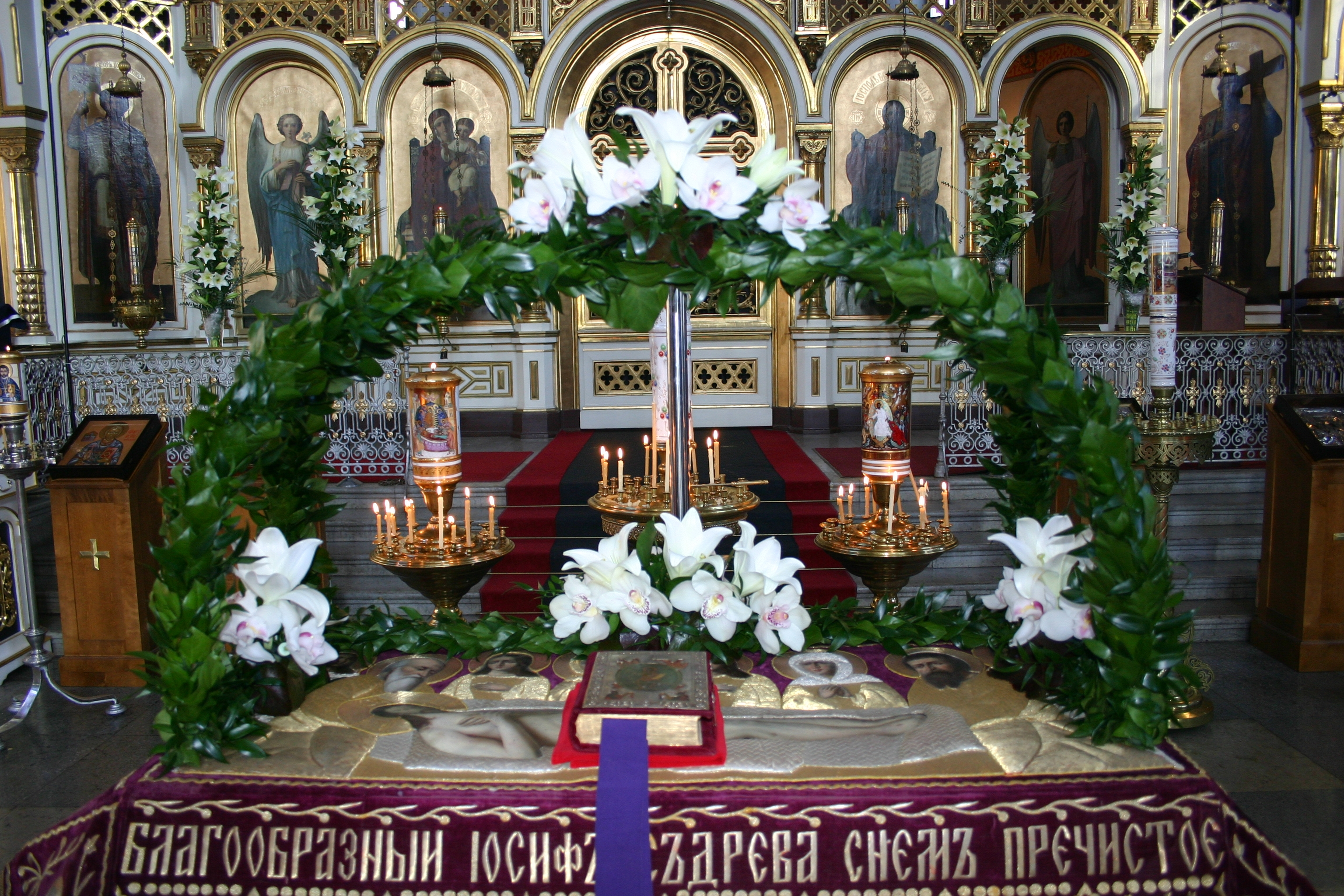
Płaszczanica na symbolicznym grobie Chrystusa

Płaszczanica (cs. Плащаница), rzadziej: płaszczenica, sindon (całun, płótno) lub epitafion (gr. επιτάφιος: ἐπί- „nа-” + τάφος „grób”) – używana we wschodniej tradycji chrześcijańskiej bogato zdobiona, haftowana lub malowana tkanina liturgiczna z przedstawieniem umarłego Chrystusa i osób otaczających jego ciało (Marii z Nazaretu, dwóch Marii, apostołów, ewangelistów, aniołów oraz Józefa z Arymatei i Nikodema). Na obrzeżach płótna umieszczona jest fraza w języku cerkiewnosłowiańskim: „Dostojny Józef zdjąwszy z drzewa przeczyste Ciało Twoje, całunem czystym owinął i wonnościami namaściwszy, w nowym złożył grobie” (Błagoobraznyj Iosif...) lub: „W grobie ciałem, w otchłani duszą jako Bóg, w raju zaś z łotrem, na tronie z Ojcem i Duchem byłeś Chryste, wszystko napełniający, Ty, którego żadne słowo opisać nie może”. W obrządku wschodnim płaszczanica występuje w liturgii Wielkiego Piątku i Wielkiej Soboty. Symbolizuje grób Jezusa, który w chrześcijaństwie jest miejscem zmartwychwstania, i przybliża wiernym misterium paschalne. Na wprowadzenie płaszczanicy do liturgii chrześcijańskiej, a także na niesiony przez nią przekaz ikonograficzny, wpływ wywarł kult Całunu Turyńskiego.

## Terminpłaszczanica
Termin płaszczanica znano już przed XIII w. i pierwotnie oznaczał płótno, w które (w niektórych kulturach funeralnych) zawijano zwłoki przed złożeniem do grobu. W staroruskich tekstach, a także w zabytkowych tekstach literatury chrześcijańskiej tłumaczonych uprzednio na terenach Bułgarii i przenoszonych na grunt ruski przez greckich duchownych termin płaszczanica oznaczał płótno, w które Józef z Arymatei owinął ciało Chrystusa po zdjęciu z krzyża. Określenie to jest z pochodzenia cerkiewizmem i odpowiada greckiemu terminowi sindón.
Współczesne słowniki języka rosyjskiego podają tylko, że jest to czworokątna tkanina z wizerunkiem złożonego do grobu ciała Chrystusa, używana w obrzędzie cerkiewnym. Według rosyjskiego leksykografa, pisarza i etnografa Władimira Dala (Толковый словарь живого великорусского языка, Petersburg 1903–1909) synonimami rosyjskiego terminu płaszczanica są pochodzące z greki wyrazy sindón oraz sâvan.
Aleksander Brückner wskazywał na termin płaszczenica jako słowo pochodne od prasłowiańskiego płaszt’ (płaszcz), który ma z kolei pochodzić od płast- lub płask-, a Max Vasmer również uważał, że termin wywodził się (pośrednio przez „płaszcz“) od rosyjskiego płosk (z polskiego „płaski“).

## Historia płaszczanicy
Historię epitafionu należy rozpatrywać w dwóch płaszczyznach – jako symbolu w liturgiach, w których wspomina się pogrzeb Chrystusa: w codziennej Liturgii świętej i w nabożeństwach świąt cyklu rocznego (Wielkiego Piątku i Wielkiej Soboty). Historia kształtowania się płaszczanicy ujawnia wewnętrzną jedność liturgicznego cyklu rocznego i tygodniowego.

### Symbol w codziennym nabożeństwie
Starożytni liturgiści wskazywali na znaczenie płaszczanicy jako odniesienia do ołtarza w prezbiterium świątyni, który jako tron Boga miał symbolizować również grób. Sofroniusz I (patriarcha Jerozolimy) wskazywał, że „święty stół (cs. trapieza) oznacza święty grób, w którym Chrystus był pogrzebany“. Podobną opinię podawał w komentarzu do liturgii bizantyjskiej German I, patriarcha Konstantynopola (715–730): „święty stół (trapieza) odpowiada miejscu grobu, w którym położony był Chrystus... święty stół jest także Bożym tronem, na którym noszony przez cherubinów nadniebiański Bóg spoczął cieleśnie“. „Święty stół (swiataja trapieza) odpowiada pogrzebowi Chrystusa, gdy Józef zdjął ciało Chrystusa z krzyża, owinął je czystą płaszczanicą i namaścił wonnościami i myrrą, podniósł z Nikodemem i złożył do nowego, wykutego w skale grobu. Obrazem tegoż świętego grobu jest stół ofiarny (thysiastērion – ołtarz) albo miejsce złożenia, to jest gdzie złożono święte i najczcigodniejsze ciało, a to jest święty stół“. Św. Symeon, metropolita Tesaloniki (1410–1429), łączył te znaczenia ołtarza w dziele Tołkowanije o bożestwiennom chramie: „tron (priestof) nazywa się święte świętych, tronem, miejscem i odpocznieniem Bożym, oczyszczeniem, miejscem przynoszenia wielkiej ofiary, grobem Chrystusowym i miejscem chwały jego“.
Najstarsze świadectwo, w którym płaszczanica odnosi się do symboliki ołtarza w kontekście sprawowania Liturgii, zawarte jest w liście św. Izydora z Peluzjum (+ ok. 435) do komesa Doroteusza. Izydor, wyjaśniając liturgię, pisał: „czysta płaszczanica (sindōn – płótno) rozścielana dla przeniesienia boskich darów, jest służeniem Józefa z Arymatei. Jak on zawinął ciało Chrystusa w płaszczanicę, i przekazał je do grobu, z którego dla całego rodzaju naszego przyszedł owoc zmartwychwstania; tak i my, na płaszczanicy uświęcając chleb przyniesienia, znajdujemy bez wątpienia ciało Chrystusa...” Płaszczanica – funkcjonująca jako płótno, którym w czasach Izydora przykryty był ołtarz, spełniała rolę liturgiczną, bowiem to na niej sprawowany był sakrament Eucharystii.
Najprawdopodobniej ta liturgiczna płaszczanica (sindōn) stosowana na ołtarzu otrzymała później nową nazwę – eiliton, oznaczającą: zwitek, zawiniątko (od czasownika eileo: zginać, przewracać). Termin stosowano dla określenia sposobu użycia płaszczanicy (sindōn), która była składana i rozkładana. W języku cerkiewnosłowiańskim słowo eiliton oddawano za pomocą terminu „switoje”. Najstarszym źródłem w którym użyto terminu eiliton był komentarzu Jana Postnika do liturgii: „Eiliton rozkładany na boskim ołtarzu, według naszej opinii, na obraz płaszczanicy, w którą zawinięte było ciało Pańskie przez Józefa i Nikodema”. Podobnie tłumaczył termin patriarcha Germanos I: „eiliton oznacza płaszczanicę, w którą zawinięte było (eneilithi) zdjęte z krzyża i złożone do grobu ciało Chrystusa” oraz patriarcha Sofroniusz: „diakoni rozkładają eiliton podobnie jak Józef i Nikodem, gdy zamierzali pogrzebać samego Pana”.
Wspomniany już Symeon z Tesaloniki opisywał eiliton nie jako płaszczanicę, ale chustę, która spoczywała na głowie pochowanego Jezusa (J 20,6–7). Od XV w. tym mianem określana jest tylko chusta, która spoczywała na głowie pochowanego Jezusa.
W konsekwencji zmiany znaczenia terminu eiliton kolejne etapy rozwoju symbolicznego znaczenia płaszczenicy i stosowania tego terminu wiążą się z rozwijaną symboliką ołtarza i aktów liturgicznych. Germanos I wspominał, że oprócz eilitonu także i pokrowiec używany do przykrywania pateny (diskos) oznaczał płaszczanicę, a pokrowiec nad kielichem był symbolem chusty spoczywającej na twarzy Chrystusa. W tym znaczeniu płaszczanica symbolizowała także kamień, którym zamknięte było wejście do grobu Jezusa.
Żyjący na przełomie XIV i XV w. Symeon z Tesaloniki przedstawiał w komentarzu do Liturgii inną interpretację znaczenia pokrowców: „Następnie (kapłan) biorąc pokrowiec diskosu, który razem z innymi pokrowcami oznacza pieluszki, mówi słowa psalmu przedstawiające wcielenie Słowa: Pan jest królem, oblekł się w dostojność.... Kładzie również pokrowiec i na kielich (jeden lub wiele) wypowiadając przy tym słowa wskazujące także na wcielenie Pana [...]. Następnie, na koniec, kapłan po okadzeniu kładzie welon (grec. aẽr, scs. wozduch) oznaczający firmament z umocowanymi gwiazdami i płaszczanicę, albowiem on obejmuje (ciało i krew) Jezusa zmarłego i wonnościami namaszczonego, i on nazywa się płaszczanicą (scs. nadgrobije, grec. epitaphion)“. Używanie przez Symeona z Tesaloniki terminu płaszczanica także w celu określenia trzeciego dużego pokrowca, którym przykrywany jest zarówno kielich jak i diskos, wskazuje na kolejny etap kształtowania się pojęcia płaszczenicy. Znaczenie płaszczenicy było przenoszone na aẽr – rodzaj przezroczystego i lekkiego materiału.
Aẽr było przez długi czas stosowane jako termin techniczny. W starożytnych liturgikonach i wyjaśnieniach liturgii aẽr był także nazywany katapietasmą. Na niektórych wierzchnich pokrowcach (aẽr) odwzorowywana była ikona Eucharystii, ale także ukrzyżowanie Chrystusa lub zdjęcie go z krzyża i złożenie ciała do grobu, w czym owe pokrowce nawiązują wprost o do epitafionów używanych w Wielkim Tygodniu.
Te obrazowania stanowią ilustrację do Wielkiego Wejścia, symbolizującego drogę Chrystusa na mękę (a położenie Świętych Darów na ołtarzu jest interpretowane jako złożenie ciała Jezusa do grobu). Na takich płaszczanicach umieszczano często test z troparionu: „W grobie ciałem, w otchłani duszą jako Bóg, w raju zaś z łotrem, na tronie z Ojcem i Duchem byłeś Chryste, wszystko napełniający, Ty, którego żadne słowo opisać nie może” i doksologii (wieliczanija). Spotykany także tekst „Dostojny Józef zdjąwszy z drzewa przeczyste Ciało Twoje, całunem czystym owinął i wonnościami namaściwszy, w nowym złożył grobie” (Błagoobraznyj Iosif...) wskazuje na zależność od liturgicznego użycia aẽra (płaszczanicy). Słowa te wygłaszane są podczas przykrywania Świętych Darów po przyniesieniu ich na ołtarz.
Inne obrazowania na pokrowcach liturgicznych przedstawiają samych aniołów z napisem: „Niech milczy wszelkie ciało” (Da mołczit wsiakaja płot),  ukrzyżowanego Chrystusa w otoczeniu aniołów z napisem: „Niech milczy wszelkie ciało niech stoi z bojaźnią i drżeniem, i nie myśli o niczym, co ziemskie. Oto Król królów i Pan panujących przychodzi, złożyć Siebie w ofierze”.

### Symbol w nabożeństwach paschalnych
Liturgia wschodniego Kościoła prawosławnego na przestrzeni wieków kształtowała się w oparciu o tradycje jerozolimską, tradycję bazyliki Hagia Sophia w Konstantynopolu oraz o monastyczną tradycję klasztoru św. Saby w Palestynie i Studionu w Konstantynopolu. Najprawdopodobniej wyniesienie płaszczenicy w Wielkim Tygodniu wywodzi się z tradycji jerozolimskiej, w której – już od czasów starożytnych – chrześcijańskie liturgie cyklu rocznego w sposób realistyczny nawiązywały do wydarzeń z życia Jezusa, w tym do ostatnich dni jego życia. Nabożeństwa odprawiane w Wielkim Tygodniu w Jerozolimie charakteryzowały się realistycznym przedstawianiem wydarzeń, a w innych miejscach konieczne okazało się odwzorowywanie liturgii jerozolimskich.
Na wprowadzenie płaszczanicy do liturgii chrześcijańskiej, a także na niesiony przez nią przekaz ikonograficzny wpływ wywarł kult Całunu Turyńskiego, który – według chrześcijańskiej tradycji – był do VII w. przechowywany w Jerozolimie, a po najeździe Persów i muzułmanów z Arabii, pod wodzą kalifa Umara ibn al-Chattaba, przeniesiony został do Konstantynopola i przechowywany w cerkwi Bogurodzicy Blachemiotissy, gdzie w każdy piątek był ukazywany wiernym. Gdy krzyżowcy zdobyli Konstantynopol w 1204 Otto de la Roche wywiózł całun do Besançon, skąd w 1578 trafił do Turynu.
Według prof. Jewgenija Gołubinskiego historia rytuału wnoszenia płaszczanicy podczas obchodów Wielkiego Tygodnia w tradycji greckiej sięgała początków XI wieku. Wówczas to wprowadzono obyczaj, by po wielkiej doksologii na jutrzni Wielkiej Soboty praktykować wejście z ewangeliarzem. Według Encyklopedii Prawosławnej do XVI w. praktykowano owijanie wnoszonego uroczyście ewangeliarza pokrowcem (aẽr). Ewangeliarz symbolizował Ciało Chrystusa, a aẽr całun pogrzebowy. Po XVI w. płaszczenica była używana od Wielkiego Piątku do Wielkanocy jako samodzielny obiekt liturgiczny. Z kolei rosyjski biskup prawosławny, nowomęczennik i profesor Moskiewskiej Akademii Duchowniej Hilarion (Troicki) uważał, że owo uroczyste wejście nie było wdrożone w XI w., ale że swoje korzenie ma w starożytnej formie świątecznego nabożeństwa tzw. „piesniennogo posliedowanija”, opisywanego już przez Symeona z Tesaloniki.

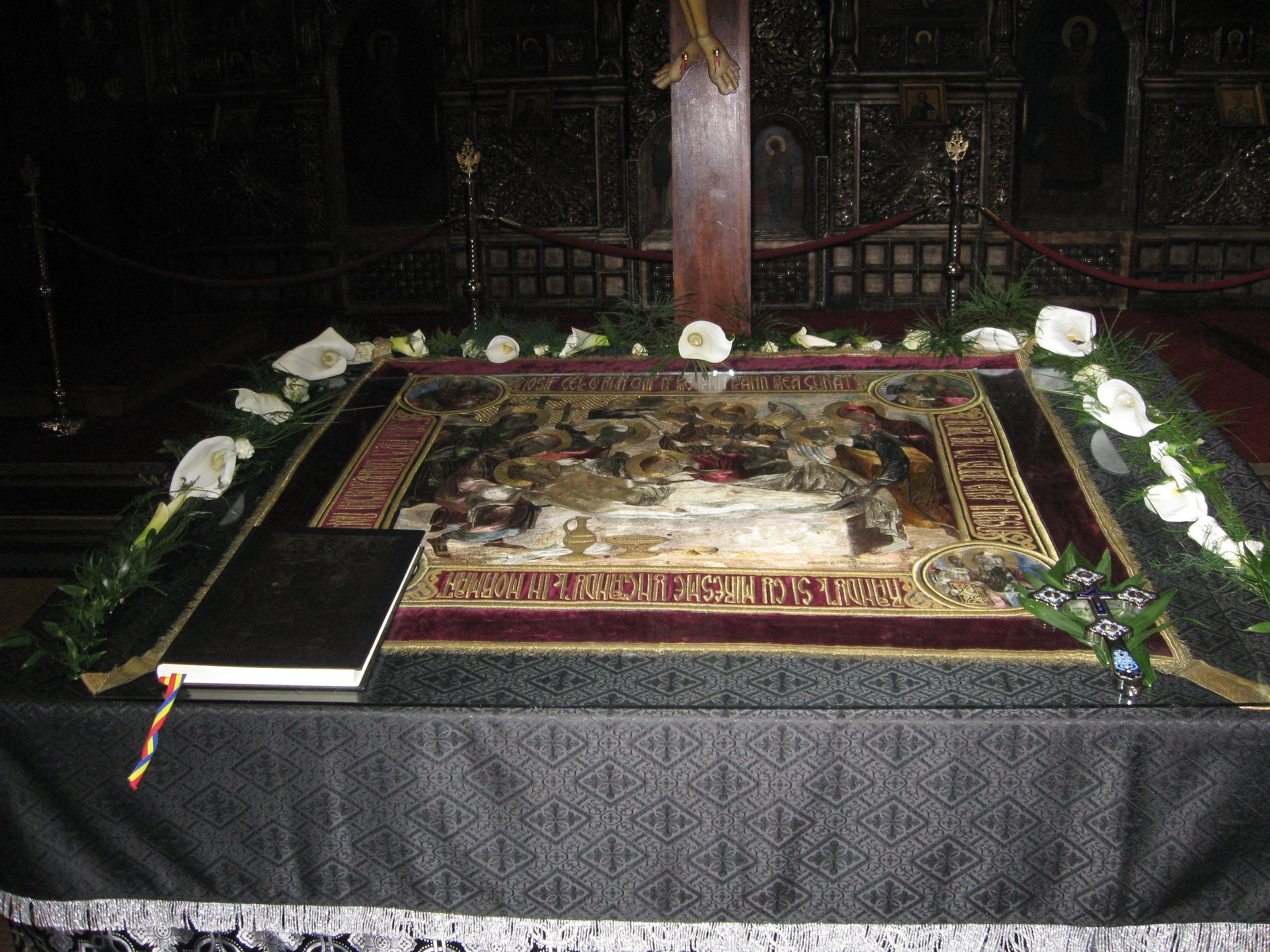
Płaszczanica wyłożona na ołtarzu w Wielki Piątek. Prawosławna katedra, Kluż-Napoka, 2009

W zachowanych listach patriarchy konstantynopolitańskiego Atanazego I (1289–1293 oraz 1303–1311) do cesarza do cesarza Andronika II Paleologa, a także w jego odezwach do wiernych, zachowały się zaproszenia do uczestniczenia w obrzędzie „Pogrzebu Zbawiciela” (gr. στον ενταφιασμό του Σωτήρος, to entaphiasmo tou Soteros). Według prof. Jewgenija Gołubinskiego polegał on na uroczystym przeniesieniu do prezbiterium pokrowca aẽr z wizerunkiem złożenia Chrystusa do grobu.
W Konstantynopolu na początku XVI w. – oprócz obrzędu wyniesienia płaszczanicy z ewangeliarzem na jutrzni Wielkiej Soboty – funkcjonował ryt „śpiewu nad grobem” (scs. nadgrobnogo pienija). Bp. Hilarion (Troicki) wskazywał, że w ślad za ukształtowaniem się liturgiki nabożeństwa Wielkiej Soboty w konstantynopolitańskiej świątyni Hagia Sophia, mniej więcej w tym okresie obrzędy te pojawiły się także w liturgii Cerkwi na Rusi. Nie stanowiły jednak dokładnego odwzorowania tradycji Konstantynopola, ale raczej przejęcie idei sprawowania tych obrzędów. Jego zdaniem forma liturgiczna kształtowała się samodzielnie.
Katedralne liturgikony opisywały bardzo złożone obrzędy, co świadczy o dużej różnorodności związanych z rytuałem wyniesienia płaszczenicy w Wielką Sobotę. Obecne redakcje Typikonu oraz opracowania na temat liturgiki prawosławnej mówią także o wyniesieniu płaszczanicy na środek cerkwi w Wielki Piątek, ale dopuszczają zachowanie różnorodnych praktyk. Nie wiadomo, w jaki sposób powstał ten zwyczaj, ale w tej różnorodności praktyk można wyodrębnić wspólne elementy, pozwalające na określenie liturgicznego znaczenia płaszczanicy i jej udziału w kształtowaniu duchowości wiernych.

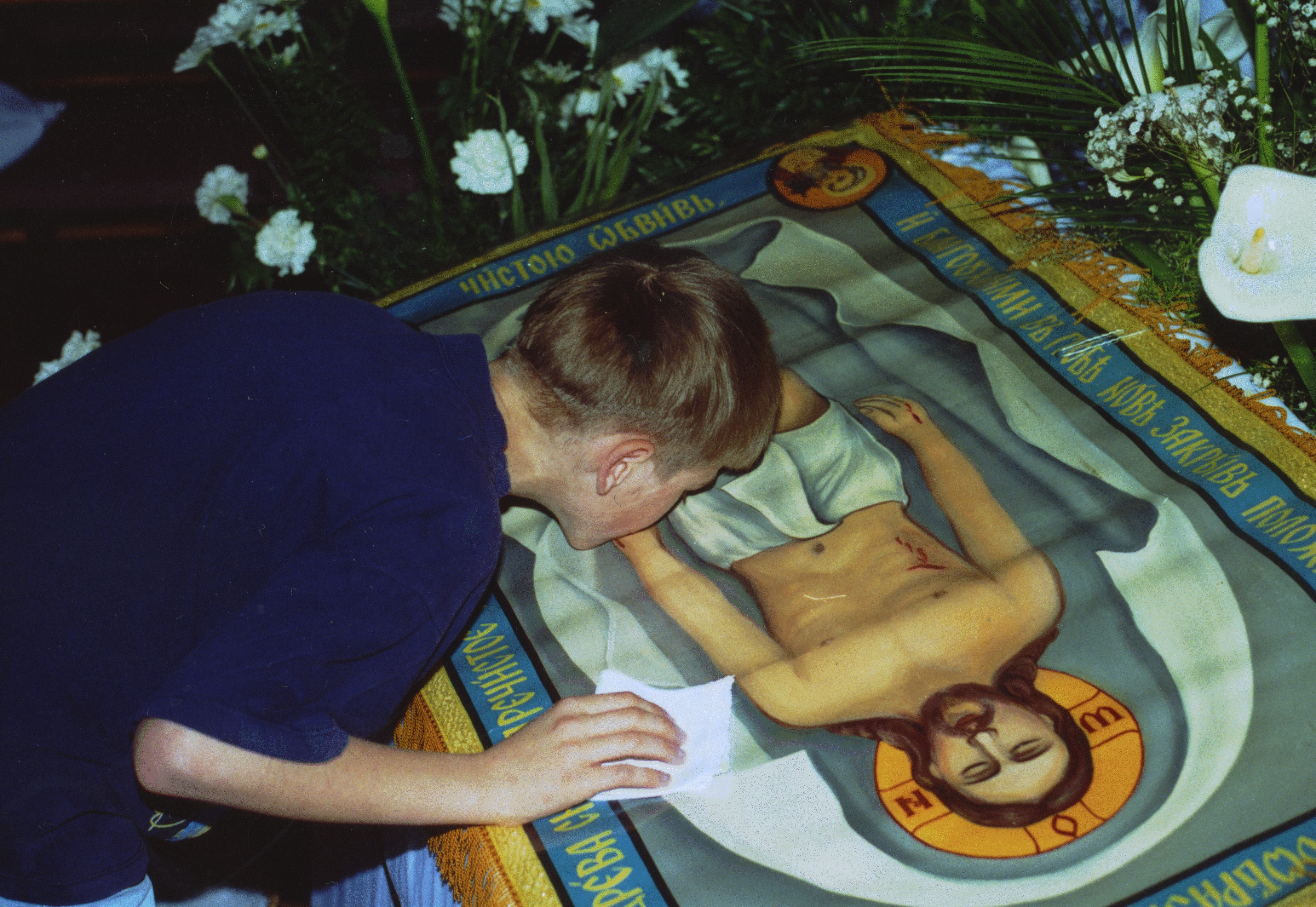
Wierni składają pocałunek na płaszczenicy. Wielki Piątek, klasztor bazylianów, Trebišov, 1999

## Płaszczanica w liturgii w Wielkiego Tygodnia
Do ostatnich wydarzeń z ziemskiego życia Jezusa w sposób szczególny odnosi się liturgia eucharystyczna i nabożeństwa Wielkiego Tygodnia. Przed rozpoczęciem wieczornej liturgii Wielkiego Piątku na ołtarzu umieszczana jest płaszczanica. W trakcie śpiewu stichery zostaje okadzony ołtarz wraz z umieszczoną na nim płaszczenicą. Później, podczas śpiewu troparionu Błagoobraznyj Iosif... epitafion zostaje wyniesiony z prezbiterium i umieszczany w centralnym miejscu na przygotowanym stole symbolizującym grób. Wierni składają pocałunek na płaszczenicy i oddają pokłon. Grób przykryty płaszczenicą staje się centralnym miejscem cerkwi – tutaj sprawowane jest nabożeństwo Wielkiego Piątku (scs. powieczerije) z wykonywanym kanonem Symeona Logoteta oraz Wielkiej Soboty. Płaszczenica zostaje przeniesiona z centrum cerkwi przez królewskie wrota na ołtarz w prezbiterium świątyni w trakcie nabożeństwa odprawianego o północy (scs. połunoszcznica), czyli tuż przez procesją rezurekcyjną. Na ołtarzu pozostaje przez 40 dni, czyli do Wniebowstąpienia.

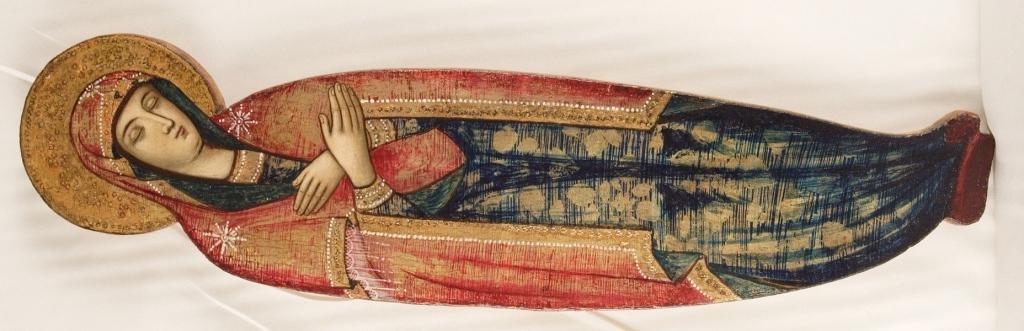
Płaszczanica na święto Zaśnięcia Bogurodzicy

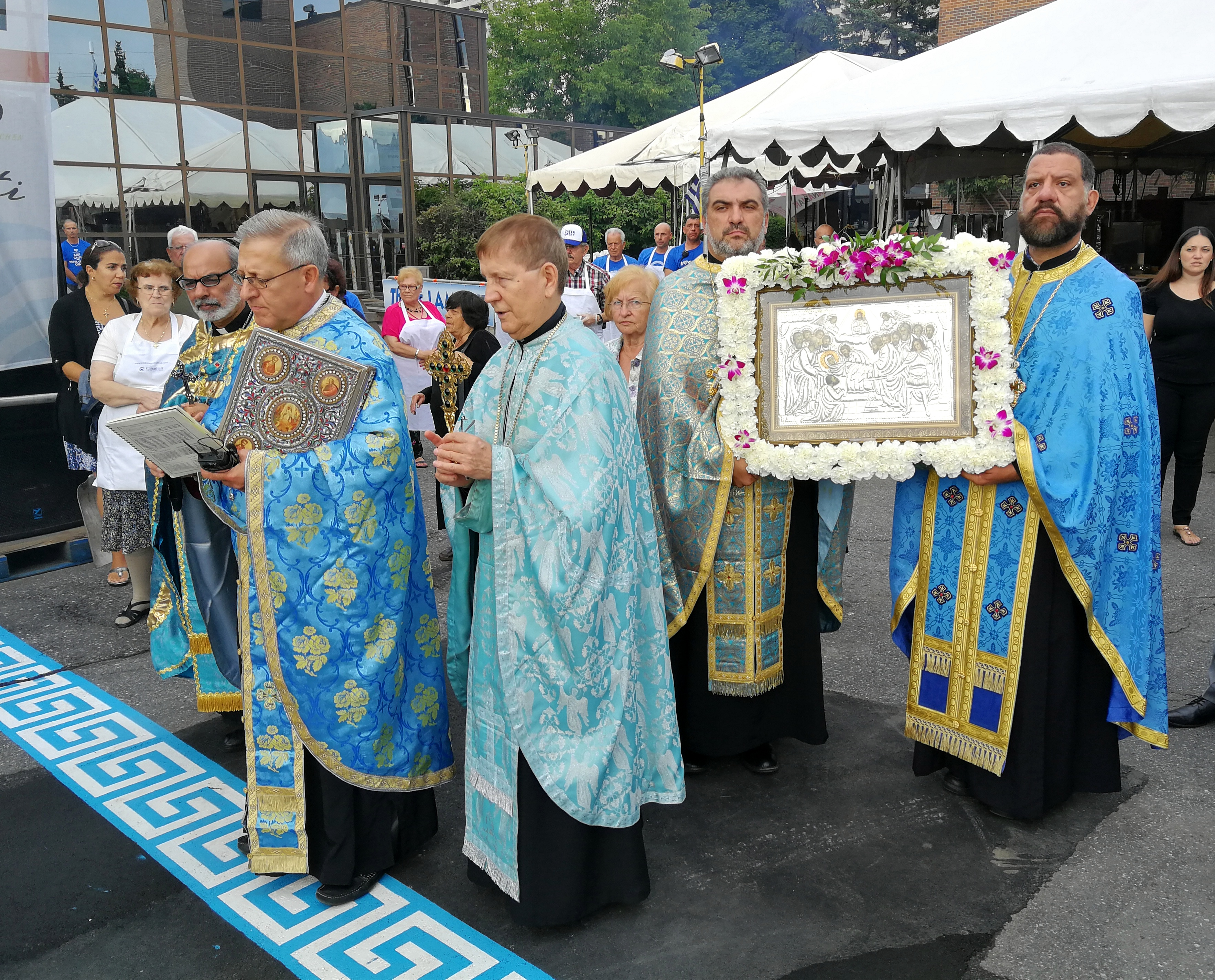
Procesja z płaszczanicą z wizerunkiem złożonej do grobu Bogurodzicy. Ottawa, Kanada

### Płaszczenica z wizerunkiem Bogurodzicy
W obrządku wschodnim istnieje również tradycja czczenia płaszczenicy z wizerunkiem złożonej do grobu Bogurodzicy, która zostaje umieszczona na środku świątyni w czasie nabożeństw związanych ze świętem Zaśnięcia Bogurodzicy (Uspienije Preswiatoj Bogorodicy). W trzecim dniu od daty święta Zaśnięcia w niektórych świątyniach, zwłaszcza katedralnych, odprawiany jest tzw. obrzęd pogrzebu Bogurodzicy (Czin Pogrebienija Bożej Matieri) przed płaszczanicą.

## Forma i ikonografia płaszczanicy
Płaszczanice tworzone do końca XVIII w. były bogato haftowane, a później zaczęły powstawać całuny malowane, których tworzenie było tańsze oraz mniej czasochłonne, i zaczęły wypierać płaszczanice haftowane. Powstawały także płaszczanice wykonywane techniką mieszaną, na których tło było haftowane, a postaci malowane.
Główną postacią umieszczaną na płaszczanicach był zmarły Chrystus. W zależności od miejsca i czasu powstania, towarzyszyły mu różne dodatkowe elementy: symbole, przedmioty i osoby. W przebiegu procesu kształtowania się płaszczanicy powstały cztery główne rodzaje obrazowań ikonograficznych:
1. ikonograficzna ilustracja momentu zdjęcia Chrystusa z krzyża – ten typ nawiązuje do obrazów znajdujących się na antimensionie: ma ukazywać wewnętrzną spójność wspomnienia wydarzeń wspominanych w czasie Wielkiego Tygodnia oraz Liturgii eucharystycznej;
2. ukazanie na płaszczenicy wyłącznie ciała zmarłego Jezusa ułożonego w pozycji grobowej – w tak zwanym układzie gisant (to najprostszy typ ikonograficzny). Często na obrzeżu całunu umieszczany jest troparion „Dostojny Józef...”;
3. przedstawienie Chrystusa adorowanego przez aniołów (rozprzestrzenione szczególnie w tradycji greckiej) – stanowi ikonograficzną ilustrację strofy (katyzmy) z porannej liturgii Wielkiej Soboty: „Ulękły się chóry anielskie widząc będącego w łonie Ojca, ja k Nieśmiertelny składany jest w grobie jako martwy, którego otaczają zastępy aniołów i sławią z martwymi w otchłani, jako Stwórcę i Pana”;
4. ukazanie postaci Chrystusa opłakiwanego przez różne osoby, lub aniołów i inne osoby – ten typ należy do płaszczanic najbardziej rozbudowanych ikonograficzne.